# Kamień runiczny ze Skärkind

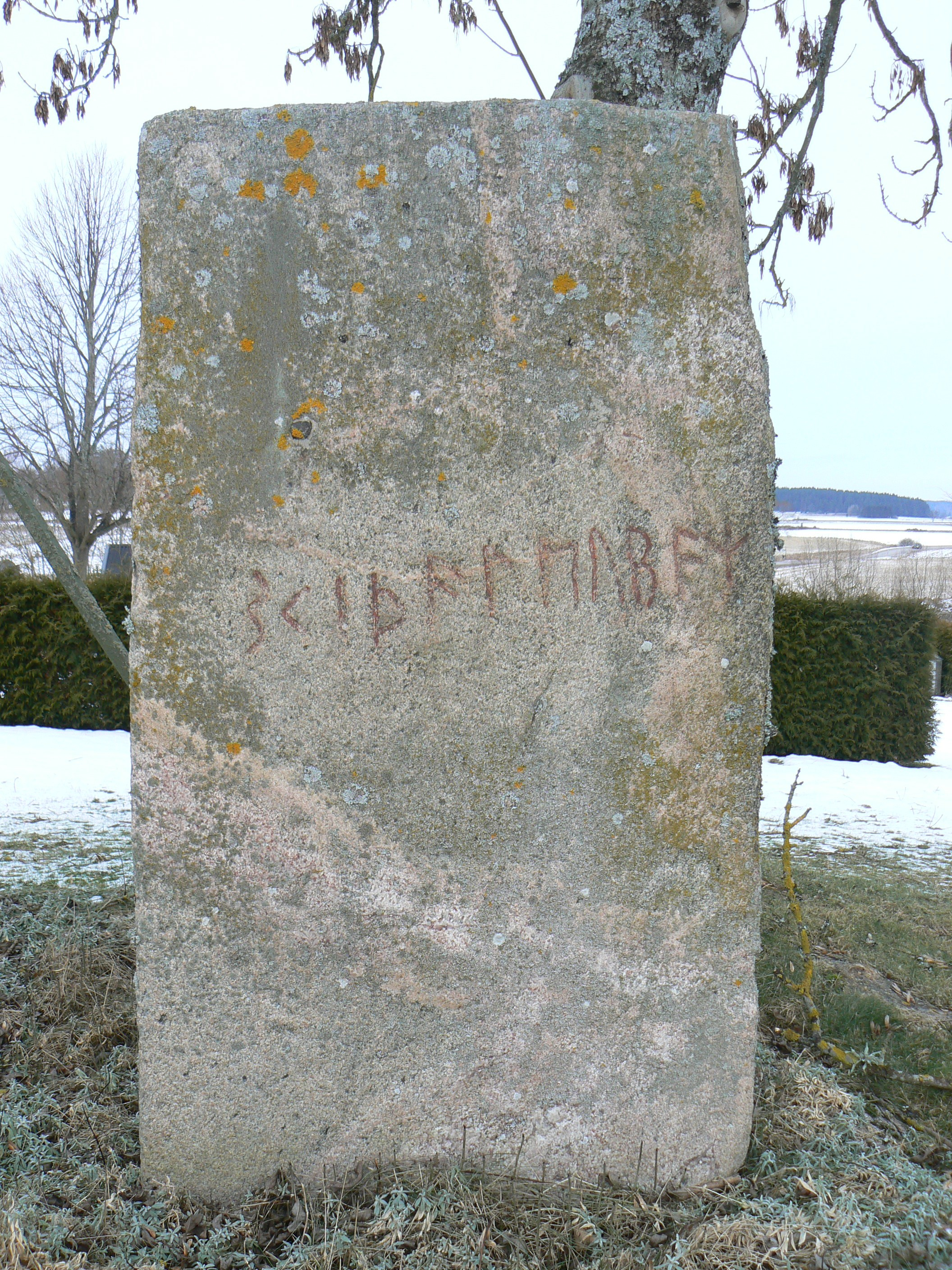
Kamień runiczny ze Skärkind

Kamień runiczny ze Skärkind (Ög 171) – granitowy kamień runiczny o wysokości 1,65 m, znajdujący się w Skärkind w prowincji Östergötland w Szwecji.
Kamień został odkryty w 1876 roku, w trakcie rozbiórki starego kościoła w Skärkind, wmurowany w posadzkę świątyni. Obecnie stoi ustawiony na cmentarzu przed budynkiem nowego kościoła. Na pochodzącym z połowy V wieku głazie wyryta została inskrypcja o treści skiþaleubaR. Jest to męskie imię własne, znaczące dosłownie „ten, który lubi futro”.